# 12 Komenda Lotniska
12 Komenda Lotniska (12 KLot) – rozformowana jednostka wojskowa Sił Powietrznych zlokalizowana ok. 5 km na północ od Mirosławca, została sformowana na bazie 12 Bazy Lotniczej oraz 8 Eskadry Lotnictwa Taktycznego, podlegała Dowódcy 1 Skrzydła Lotnictwa Taktycznego w Świdwinie.
Na bazie 12 Komendy Lotniska i Dywizjonu Rozpoznania Powietrznego, z dniem 1 stycznia 2016 r. sformowano 12 Bazę Bezzałogowych Statków Powietrznych.

## Historia
12 Komenda Lotniska została sformowana 1 stycznia 2011 na bazie 12 Bazy Lotniczej oraz 8 Eskadry Lotnictwa Taktycznego. Rozpoczęcie działalności jednostki nastąpiło 3 dni później.
Do głównych zadań komendy należało utrzymanie gotowości lotniska do przyjmowania statków powietrznych Sił Powietrznych oraz Wojsk Lądowych a także sił i środków państw członkowskich NATO. Na terenie dawnej 12 Komendy stacjonuje Dywizjon Rozpoznania Powietrznego dawniej podporządkowany 1 Brygadzie Lotnictwa Wojsk Lądowych.

## Tradycje
Decyzją Ministra Obrony Narodowej nr 278/MON z dnia 25 lipca 2011 roku 12 Komenda Lotniska przejęła i z honorem kultywowała dziedzictwo tradycji:
- 8 pułku lotnictwa szturmowego (1944–1946)
- 53 pułku lotnictwa szturmowego (1952–1955)
- 53 pułku lotnictwa myśliwsko-szturmowego (1955–1967)
- 8 pułku lotnictwa myśliwsko-szturmowego (1967–1973)
- 8 Brandenburskiego pułku lotnictwa myśliwsko-szturmowego (1973–1982)
- 8 Brandenburskiego pułku lotnictwa myśliwsko-bombowego (1982–1991)
- 8 pułku lotnictwa myśliwsko-bombowego (1991–1999)
- 42 dywizjon dowodzenia lotami (1965–1979)
- 42 batalionu łączności i ubezpieczenia lotów (1979–1999)
- 40 batalionu obsługi Lotnisk (1952–1957)
- 40 batalionu Lotniczo-Techniczny (1957–1965)
- 40 batalionu zaopatrzenia (1965–1979)
- 40 batalionu zaopatrzenia pułku lotniczego (1979–1999)
- 29 baterii artylerii przeciwlotniczej (1967–1968)
- 48 baterii artylerii przeciwlotniczej (1968–1999)
- 8 eskadry lotnictwa taktycznego (2000–2010)
- 12 Bazy Lotniczej (2000–2010)

Tą Decyzją także ustanowiono doroczne święto jednostki wojskowej w dniu 4 września oraz przejęcie sztandaru wojskowego po 12 Bazie Lotniczej.
Tradycje 12 KLot dziedziczy 12 BBSP.

## Struktura
- dowództwo i sztab
- sekcja personalna
- sekcja wychowawcza
- Wojskowa Straż Pożarna

## Dowódcy
- ppłk mgr inż. Marek Heller (2010 – 30 sierpnia 2011)
- ppłk mgr inż Bogdan Ziółkowski (3 grudnia 2012 – )